# José Maria da Silva Paranhos Júnior

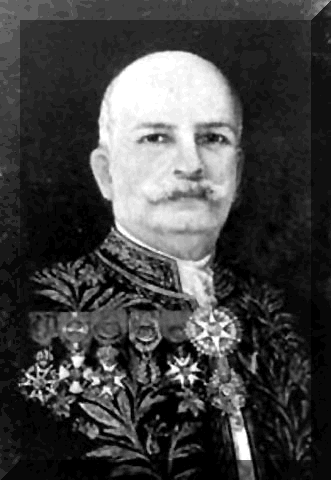
José Maria da Silva Paranhos Junior, baron van Rio Branco (1890's)

José Maria da Silva Paranhos Júnior, barão (baron) do Rio Branco (Rio de Janeiro, 20 april 1845 - aldaar, 10 februari 1912) was een Braziliaans diplomaat en politicus.

## Achtergrond, opleiding en vroege carrière
José Maria da Silva Paranhos Jr. was de zoon van José Maria da Silva Paranhos, visconde do Rio Branco, een Braziliaans aristocraat en senator.
Silva Paranhos Jr. studeerde geschiedenis en letterkunde en werkte als journalist voor diverse leidinggevende kranten. Van 1868 tot 1869 was hij plaatsvervangend hoogleraar aan het Colégio Pedro II. In 1871 werd hij redacteur van A Nação en in 1891 van het Jornal do Brasil.
Silva Paranhos Jr. werd later lid van het Huis van Afgevaardigden (Câmara dos Deputados), waar zich vooral bezighield met diplomatieke zaken. In 1876 werd hij consul-generaal van het Keizerrijk Brazilië in Liverpool. In 1900 werd hij gevolmachtigd minister in Duitsland.

## Minister van Buitenlandse Zaken
Ondanks zijn monarchistische overtuiging - hij was enige jaren voor de val van de monarchie door keizer Peter II van Brazilië in de adelstand verheven met de titel Barão do Río Branco - aanvaardde hij in 1902 het ministerschap van Buitenlandse Zaken (Ministério das Relações Exteriores). Hij bleef tot zijn dood minister van Buitenlandse Zaken en diende onder vier presidenten: Rodrigues Alves, Afonso Pena, Nilo Peçanha en Hermes Rodrigues da Fonseca.
Als diplomaat, en later als minister van Buitenlandse Zaken, boekte Silva Paranhos Jr. opmerkelijke successen bij het vastleggen van de Braziliaanse grenzen, waarover reeds jaren onenigheid bestond met buurlanden Argentinië en Frans-Guyana. Ook bemiddelde hij in conflicten tussen de Verenigde Staten van Amerika en vele Europese staten.

## Verdrag van Petrópolis

Familiewapen Barão do Rio Branco

In 1903 tekende Silva Paranhos Jr. het Verdrag van Petrópolis met Bolivia. Dit verdrag maakte een einde aan een slepend conflict over Acre, een gebied dat aanvankelijk bij Bolivia hoorde, maar vanaf 1899 probeerde Brazilië Acre los te weken van Bolivia en het te annexeren.
In 1909 werd Silva Paranhos Jr. - wiens invloed verder reikte dan de buitenlandse politiek aangemoedigd om zich kandidaat te stellen voor het presidentschap, maar zag hier uiteindelijk van af.
Silva Paranhos Jr. was van 1907 tot 1912 voorzitter van het Instituto Histórico e Geográfico Brasileiro ("Historisch en Geografisch Instituut van Brazilië"). Vanwege zijn literaire verdiensten (naast zijn journalistieke werkzaamheden schreef hij twee boeken) verkreeg hij de 34ste zetel van de Academia Brasileira de Letras ("Braziliaanse Academie van de Letteren").

## Trivia
- Silva Paranhos Jr. was net als zijn vader een vrijmetselaar[noten 2][2]. Hij was echter ook een conservatieve rooms-katholiek[2].
- Silva Paranhos Jr. liet voor veel geld het ministerie van Buitenlandse Zaken omtoveren tot een chic paleis. Volgens sommigen was dit pure geldverspilling[3].